# Goetheplatz (Freital)

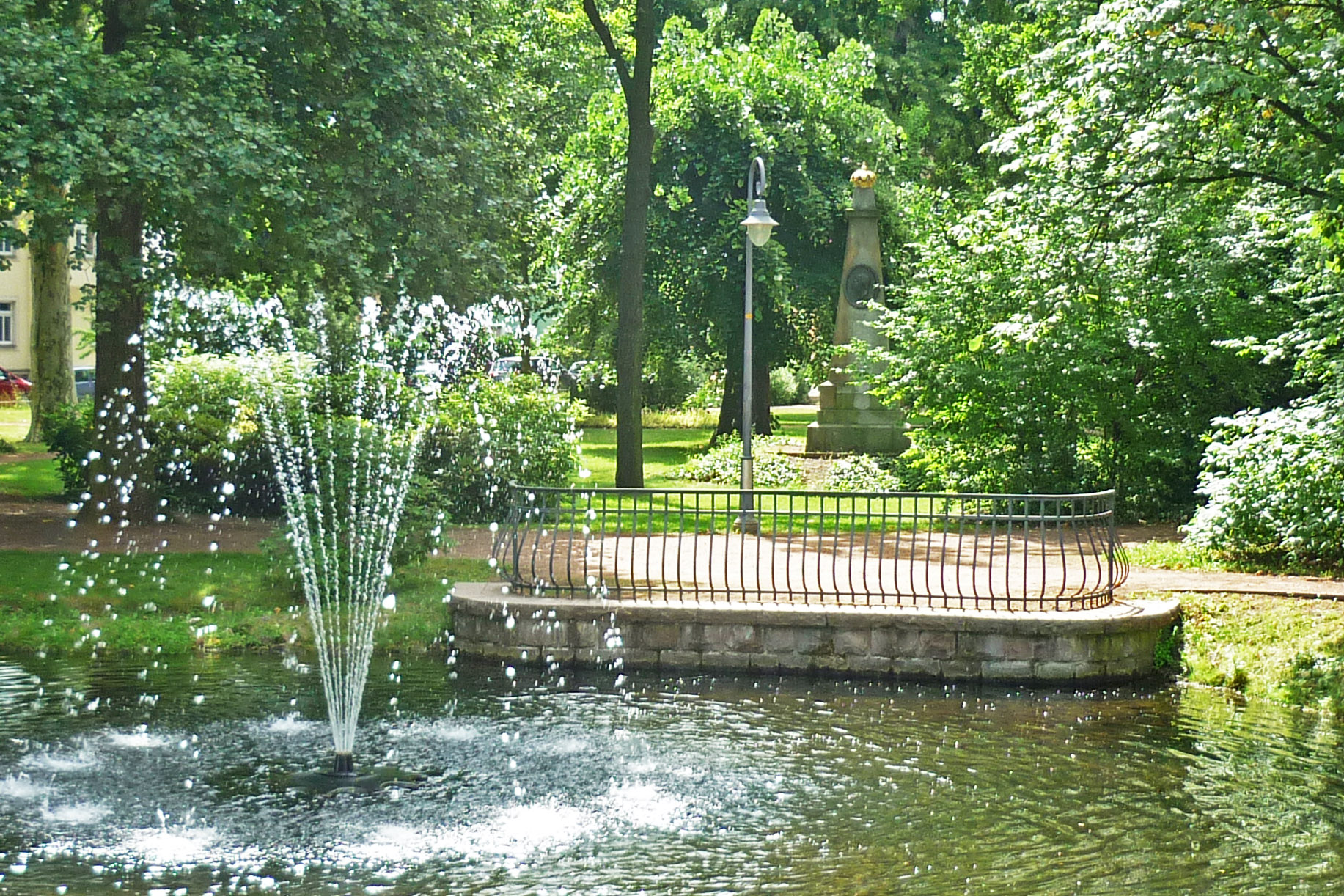
Teich mit Fontäne auf dem Goetheplatz, im Hintergrund der Gedenkstein

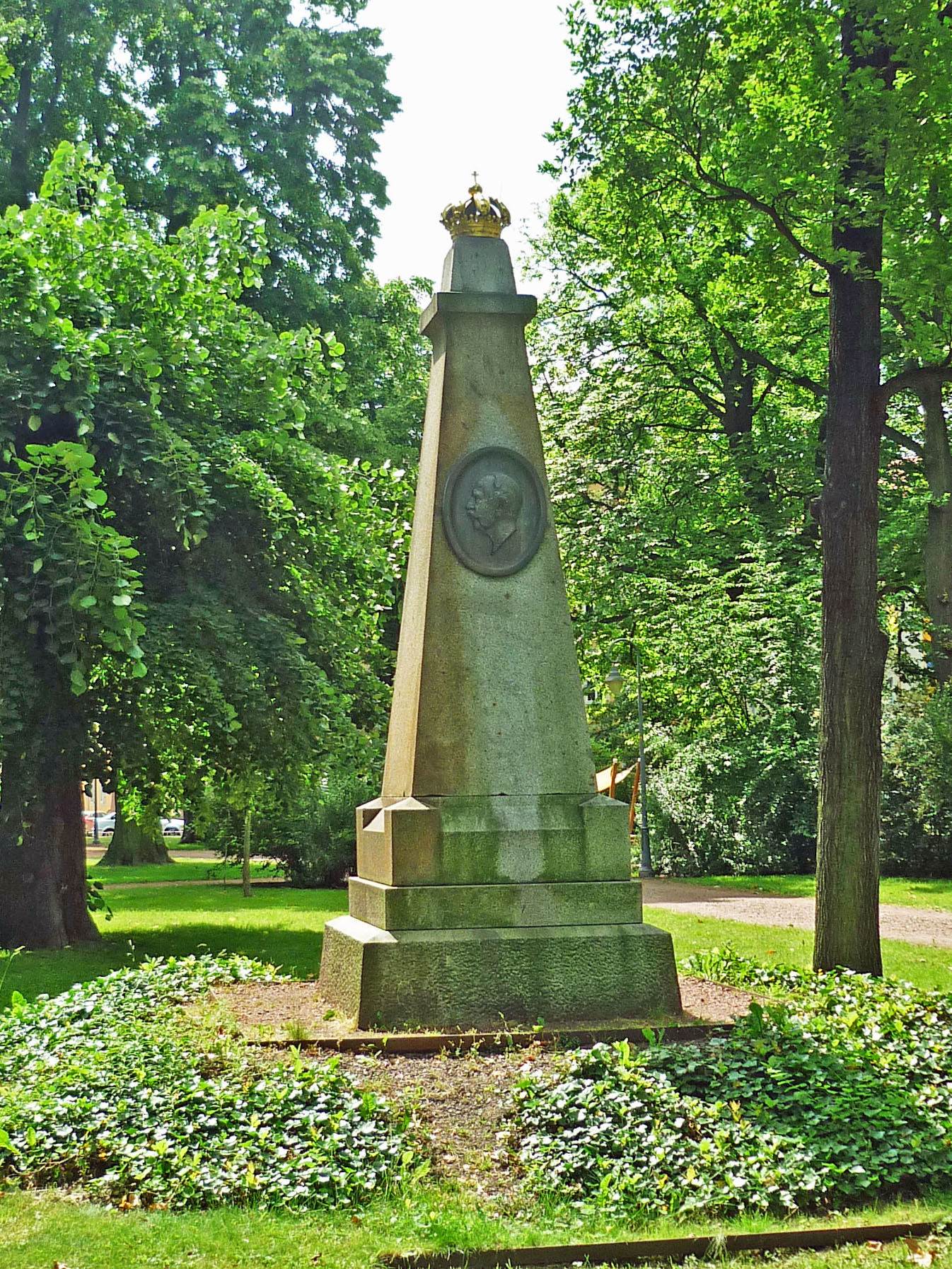
Gedenkstein an Albert von Sachsen

Der Goetheplatz ist eine denkmalgeschützte Parkanlage im Freitaler Stadtteil Deuben. Er befindet sich zwischen der Dresdner Straße im Osten und der Bahnstrecke Dresden–Werdau im Westen und ist von einer Ringstraße umgeben, die ebenfalls den Namen „Goetheplatz“ trägt.

## Beschreibung und Umfeld
Der Park hat einen rechteckigen Zuschnitt und ist mit Einzelbäumen und Baumgruppen bepflanzt, zwischen denen Wege hindurchführen. Das Zentrum bildet ein mit einer Krone geschmückter Gedenkstein an König Albert von Sachsen. Im nördlichen Teil befindet sich ein Teich mit Fontäne, südlich des Gedenksteines ist ein kleiner Spielplatz vorhanden.
Begrenzt wird der Platz im Süden, Westen und Norden von der gleichnamigen Straße, im Osten bildet die Gabelsbergerstraße, benannt nach Franz Xaver Gabelsberger, den Abschluss der Anlage. Über die Gabelsbergerstraße ist der Platz an die Dresdner Straße angeschlossen, über die Straße „Goetheplatz“ existiert außerdem ein verkehrsberuhigter Übergang zur Poststraße. Der Goetheplatz ist hauptsächlich von Wohnbebauung eingefasst, vor allem an der Süd- und Westseite durch viergeschossige Wohnblocks in Plattenbauweise. An der Ostseite befinden sich vornehmlich dreigeschossige Stadtvillen, an die Nordseite schließt sich derzeit eine Freifläche an.
Etwa einhundert Meter vom Platz entfernt befindet sich das ehemalige Rathaus Deuben, heute ein Sitz der Freitaler Stadtverwaltung. In Sichtweite liegt außerdem die Christuskirche zu Deuben.

## Geschichte

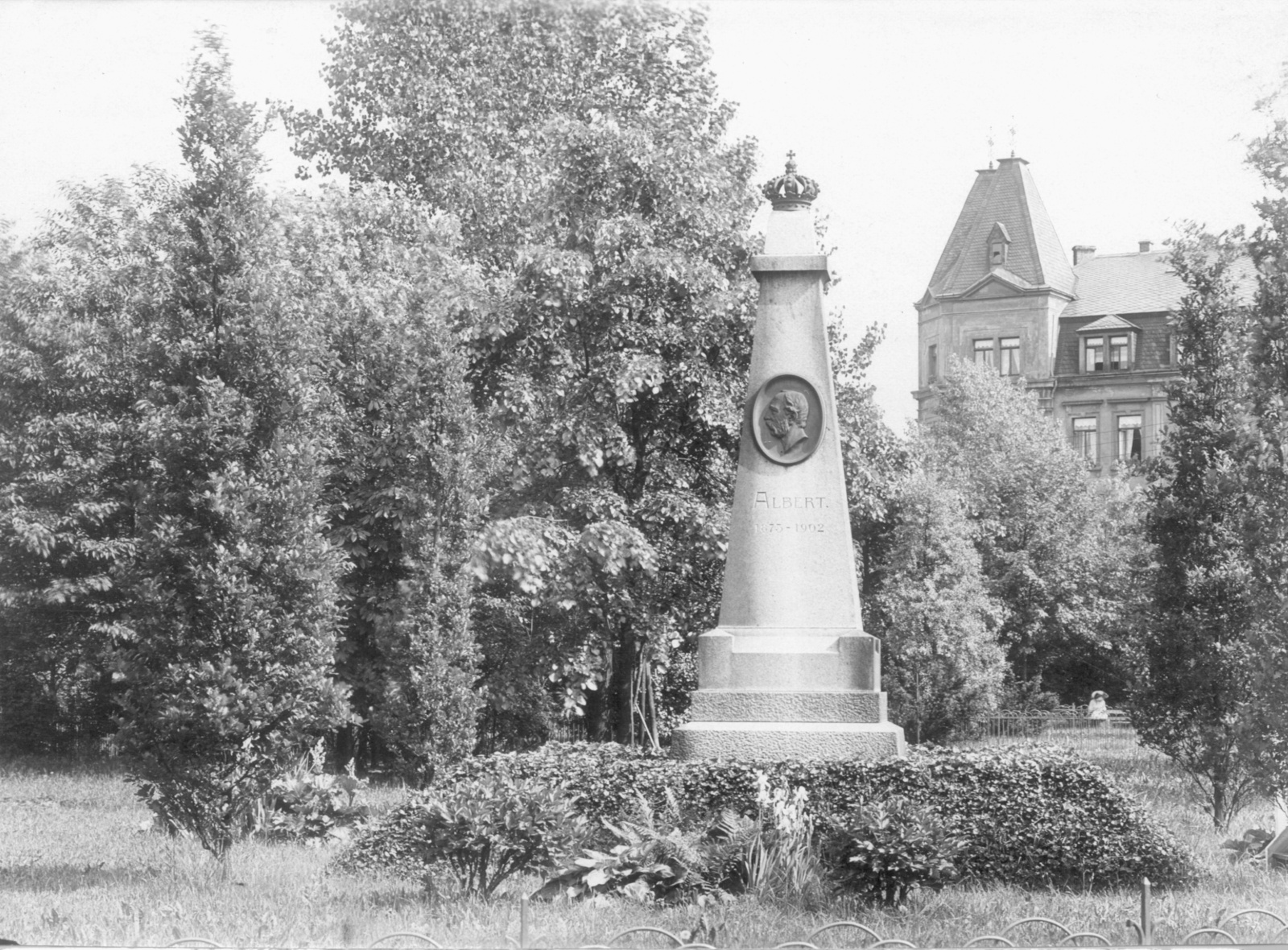
Die Parkanlage um 1915

Der Park wurde am 2. September 1904 nach maßgeblicher Initiative des Deubener Gemeindevorstehers Ernst Robert Rudelt eingeweiht. Er trug damals den Namen „König-Albert-Park“ zu Ehren des sächsischen Königs, der den Geschädigten des verheerenden Weißeritzhochwassers von 1897 schnell finanzielle Hilfe zukommen ließ. Ihm war auch der Gedenkstein mit der Aufschrift „Gewidmet dem beliebten Sachsenkönig Albert und der gesamten königlichen Familie“ gewidmet. Aus gleichem Grund errichtete man auch das kurz zuvor eingeweihte König-Albert-Denkmal auf dem Windberg.
Der Goetheplatz war eine der wenigen repräsentativen Parkanlagen der von Bergbau und Industrie geprägten Region und war deshalb bei der Bevölkerung beliebt. In den 1920er Jahren erhält der Platz den Namen des deutschen Dichters Johann Wolfgang von Goethe. Zur Zeit der DDR wurde die Instandhaltung des Parks teils vernachlässigt, der Gedenkstein wurde wohl auch aus politischen Gründen entfernt, der Teich vertrocknete. Erst 1995 erteilte die Stadt Freital den Auftrag zur Renovierung des Parks einschließlich der Erneuerung von Teich und Fontäne und der Wiederaufstellung des Gedenksteines.
An der heute unbebauten Nordseite des Parks befand sich lange das Produktionsgelände des Schleifmittelwerkes Zische und später des VEB Prüfgerätewerks Medingen. Nach Abriss und Beräumung des ruinösen Werkes im Jahr 2000 waren für die zentral gelegene Fläche zahlreiche Nutzungskonzepte erarbeitet worden, unter anderem als Standort für Gewerbe und Einzelhandel, Pflegeheim, Finanzamt, Gymnasium. Dabei spielte immer auch eine Erweiterung des Goetheparks eine Rolle. Bisher scheiterten alle Anläufe in dieser Richtung.